# Men Against Violence and Abuse
Men Against Violence and Abuse (MAVA) és una organització índia que pretén previndre la violència de gènere. Fundada el 1993, és una de les primeres organitzacions del país que treballa amb eixe objectiu.

## Història
Men Against Violence and Abuse (MAVA) començà amb un anunci publicat per la persona periodista, C.Y. Gopinath, en diverses revistes a Mumbai el 1991. L'anunci demanava homes que volgueren oposar-se a la violència de gènere i 205 homes van respondre. Els homes van fer reunions durant un any aproximadament, creant un grup nuclear i convertint-se Harish Sadani en el líder. El grup sentia que tant els homes com los dones necessitaven ser "alliberades dels grills del patriarcat." El març de 1993, el grup es va organitzar formalment a Mumbai. El 1996, MAVA començà a publicar una revista, Purush Spandana (Expressions d'homes), escrita en marathi que és publicada anualment durant el temps del Divali.
El 2006, Sadani rebé una beca d'investigació de la secció índia de Population Council per a crear un projecte pilot per a MAVA anomenat Yuva Maitri. El programa portà homes joves a un campament d'experiències on discutien i reflexionaven al voltant dels rols de gènere i les relacions entre els gèneres. El programa encara està en mans de MAVA i pel 2014 havia arribat fins a 80.000 homes joves i creà 500 mentors de joves.

## Activitats
Men Against Violence and Abuse (MAVA) opera a l'estat de Maharashtra. MAVA dona consell i guia per a les parelles que es casaran, classes d'autodefensa per a dones, una línia de telèfon per a demanar ajuda i altres programes que tracten assumptes de gènere. MAVA i els grup de dones, Akshara, han publicat informació als instituts de Mumbai sobre la violència de gènere i problemes sobre els gèneres. MAVA dona als homes un lloc on poden parlar obertament amb altres homes sobre els problemes que tenen a la seua vida.
Un documental, dirigit per Inka Achté, anomenat Boys Who Like Girls (2018) retrata algunes de les tasques que MAVA ha portat endavant.